# زیردریایی کلاس تی-۱
زیردریایی کلاس تی-۱ (به انگلیسی: T-1-class submarine) یک کلاس از زیردریایی است که طول آن ۱۳۱ فوت ۳ اینچ (۴۰ متر) می‌باشد.